# 坊城俊賢

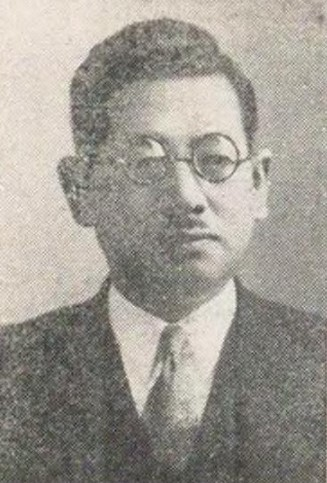
坊城俊賢

坊城 俊賢（ぼうじょう としよし、1897年（明治30年）2月2日 - 1984年（昭和59年）6月5日）は、大正末から昭和期の農林技師、政治家、華族。貴族院男爵議員。

## 経歴
東京府で伯爵・坊城俊章の五男として生まれ、はとこの男爵・坊城俊延の養子となる。養父の死去に伴い1910年（明治43年）6月4日、男爵を襲爵。学習院高等科を経て、1922年（大正11年）東京帝国大学農学部を卒業。1924年（大正13年）以降、東京市技手、埼玉県技手、農林技手、富山県農林技師などを務めた。
1939年（昭和14年）7月10日、貴族院男爵議員に選出され、公正会に所属して1947年（昭和22年）5月2日の貴族院廃止まで在任した。この間、農林省委員、農商省委員などを務めた。
戦後、全国米菓協同組合連合会理事長を務めた。

## 親族
- 妻 坊城延子（のぶこ、養父長女）[1]
- 男子 坊城俊厚（俳人）[1]